# Oskar Karel Teuber
Karel Oskar Teuber (německy Karl Oscar Teuber, 11. prosince 1852, Křinice u Broumova – 16. června 1901, Vídeň) byl česko-rakouský dramatický básník a spisovatel. Jeho manželkou byla herečka Emma Teuber-Rigolová.

## Život a činnost

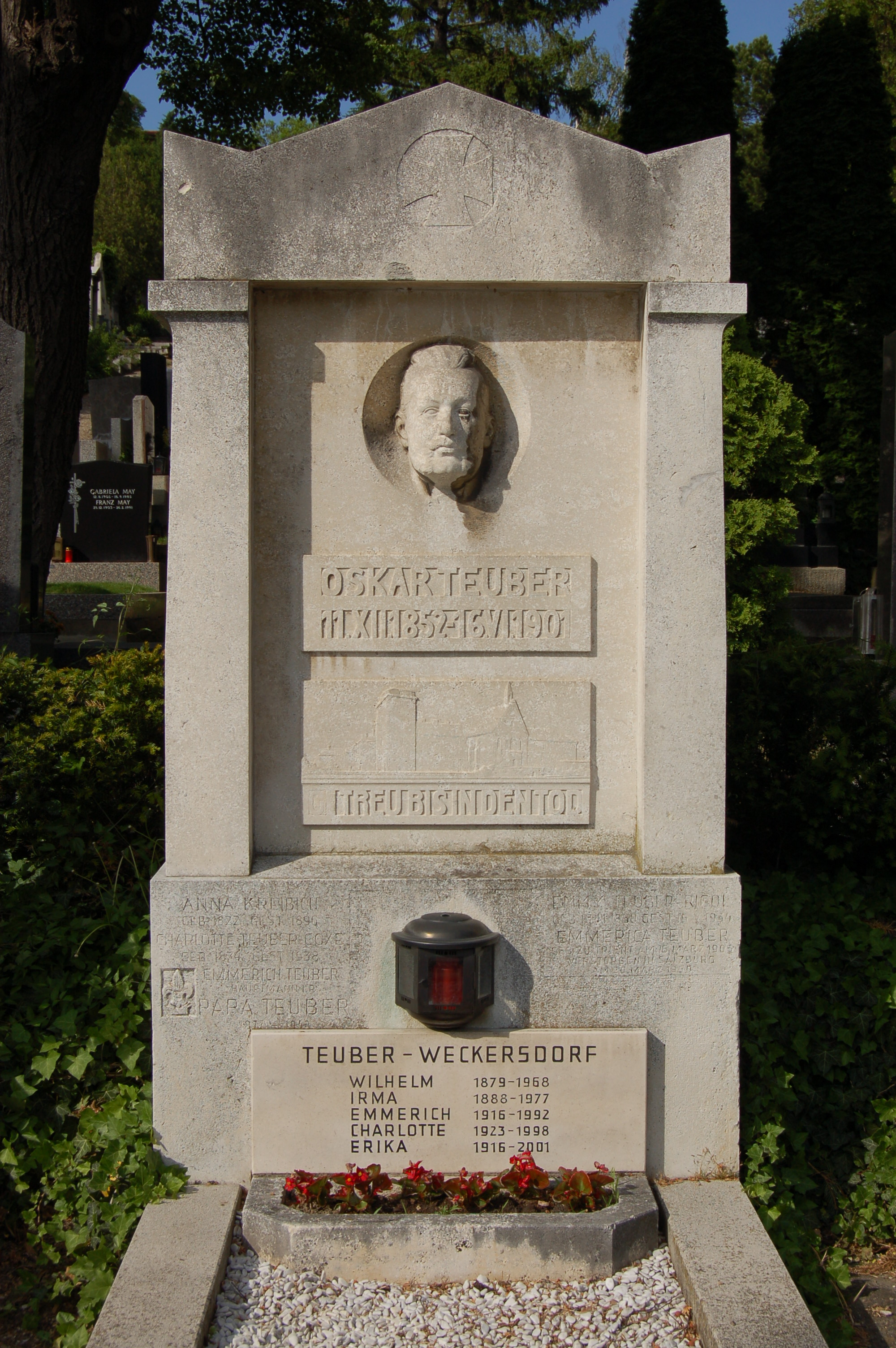
Náhrobek Karla Oskara Teubera na hřbitově Dornbach.

Byl zřejmě příbuzný s průmyslníkem Josephem von Teuber. Vzdělání získal u benediktinů v broumovském klášteře s původním záměrem pozdějšího vstupu do řádu. Ačkoli se na povolání duchovního připravoval s nadšením, náhle se rozhodl změnit toto směřování na vojenskou kariéru.
Nejprve absolvoval vojenský výcvik v kadetské škole v (tehdy uherském) Eisenstadtu, poté v dolnorakouském St. Pöltenu a v roce 1870 nastoupil na elitní vojenskou akademii Marie Terezie ve Vídeňském Novém Městě. Během dvouletého pobytu v tomto zařízení napsal své první verše, stejně jako články na vojenská témata, z nichž některé pod pseudonymem publikoval v časopisech. Ve vojenské službě v tehdejších podmínkách však byl nespokojen a díky přímluvě vlivných osob se mu podařilo dosáhnout propuštění z armády.
V téže době dokončil své dramatické dílo a odjel do Prahy, kde měl v úmyslu věnovat se nadále literární činnosti. Toto rozhodnutí se však setkalo se silným odporem rodiny. Pod dojmem tohoto sporu napsal báseň: „Ulrich von Hutten. Ein dramatisches Gemälde deutscher Vergangenheit in fünf Aufzügen“ vydanou tiskem roku 1873 v Praze u nakladatele J. B. Kalveho. Následně odcestoval do Štýrského Hradce, kde působil jako novinář tamního tisku (Gratzer Zeitung a Tagespost) a navštěvoval filosofické přednášky na štýrskohradecké univerzitě.
Na počátku roku 1875 nastoupil v Praze do redakce vlivného německojazyčného deníku Bohemia.
V roce 1885 v tisku u dvorního tiskaře A. Haaseho v Praze vyšla jeko třísvazková publikace o historii divadla v Praze Geschichte des Prager Theaters (Von den Anfängen des Schauspielwesens bis auf die neueste Zeit).
Karel Oskar Teuber zemřel 16. června 1901 ve Vídni. Byl pohřben na Dornbašském hřbitově.